# 15식 경전차

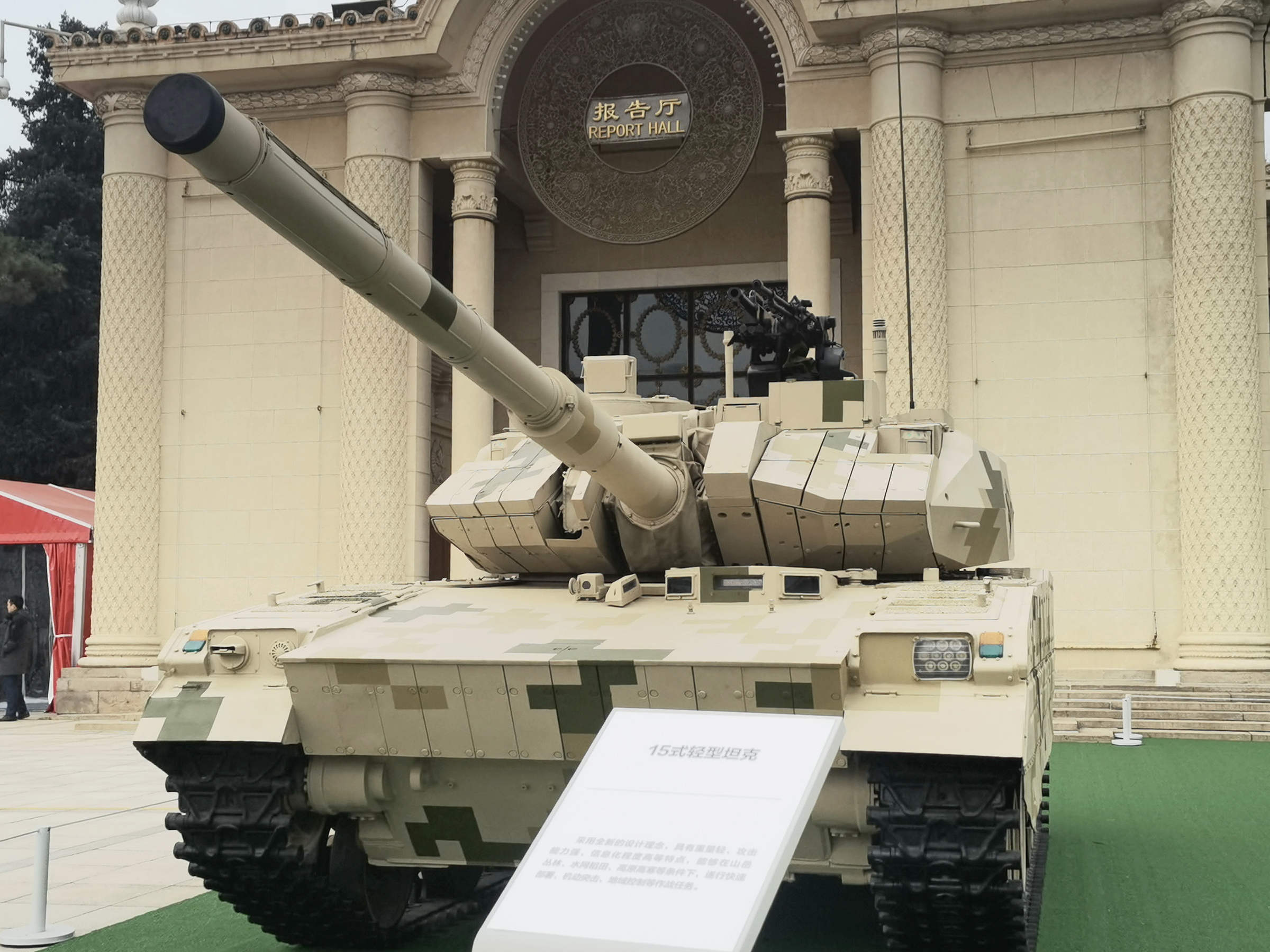

15식 경전차(15式轻型坦克)는 노린코(NORINCO)에서 개발한 경전차다.

## 역사

### 도입목적
노후화된 62식 경전차를 대체하기 위한 전차로 15년도부터 중국 시민들 사이에서 소문이 있었지만, 2018년 12월 중국 인민해방군이 공식 발표했다. 2019년 10월 열병식에서 공개됐고 2020년 6월 인도-중국 국경 분쟁 진행 중, 티베트고원에 이 경전차가 배치된 것으로 알려졌다. 배치된 시대적 상황과 위치를 미뤄 봐, 무거운 전차가 가기 곤란한 지형에 투입될 수 있고, 공수작전도 가능한 스펙은 적의 기습에도 신속하게 대응할 수 있기 때문에 방어의 성격이 짙은 전차다. 이는 일본의 16식 기동전투차와 도입 사상이 똑같다.

### 무장
105mm 38구경 주포가 무장돼 있다. 이는 과거 59식 전차나 88식 전차에 쓰였던 105mm 주포보다 우수한 성능을 가진 개선된 주포다. 남아시아 및 서아시아에서 쓰이는 표준 전차들을 관통하기에 충분한 능력이라고 중국에서 판단했다. 500mm 두께의 균질압연장갑(RHA)을 2,000m에서 관통하는 텅스텐탄을 발사할 수 있다.

### 생존능력
탱크에는 화학, 생물, 방사선 및 핵 (CBRN) 보호장비, 테일 오토로더 터렛, 공조 시스템, 명령 및 제어 장비, 파노라마 광학 장치, 사수에 저장된 탄약이 장착 된 테일 오토로더가 장착되어 있다. 열화상 광학 장비 및 레이저 거리계 고급 탄도 컴퓨터, 전술 명령 시스템을 포함하는 네비게이션 시스템 관성 항법 장치 (INS)과 위성 통신(베이더우)까지 갖춰져 있다. HE 500mm 관통력의 칼 구스타브 무반동총을 막아낸 16식 기동전투차의 예를 볼 때, ZTQ-15도 자신의 주포를 막아낼 정도의 방호력인 RHA 550mm 이상으로 추정된다.

### 이동능력
35톤 미만의 가벼운 무게 덕분에 수송기 시안 Y-20으로 수송도 가능하며 공수까지 가능하다.

### 종류

#### ZTQ-15
중국군 제식 표준

#### VT-5
수출형이다. VT-5의 운전자 해치는 중앙 전방 선체에 위치하고 ZTQ-15 운전자의 해치는 왼쪽에 있다. VT-5의 전면 선체는 눈에 띄게 구부러진 반면 ZTQ-15는 직선이다. 모듈 식 애드온 아머 키트도 눈에 띄게 다르다.

### 도입국가
- 중국 - ??
- 방글라데시 - 44량 보유/150량 주문

## 수송기로 옮길 수 있는 경전차

### 15식 경전차
중국 ZTQ-15는 500mm 두께의 균질압연장갑(RHA)을 2,000m에서 관통하는 텅스텐탄을 발사할 수 있고 같은 탄을 방호할 수 있다. 시안 Y-20으로 수송이 가능하다.

### BMP-3
러시아 BMP-3는 BMP-3용 저압포탄으로 ATGM과 HE 등을 사용할 수 있다. 신형 ATGM의 관통력은 750~800mm까지 나오기 때문에 관통력과 방호력 면에서는 뒤떨어지지 않지만, 배치된 지 가장 오래된 노후화된 기종이며 전자장비 면에서 열등한 편이다. 화물 중량 50톤인 일류신 Il-76으로 수송 및 공수가 가능하다.

### 16식 기동전투차
일본 16식은 스트라이커 장갑차와 센타우르 장갑차와 유사하다. HE 500mm 관통력의 칼 구스타브 무반동총을 맞아도 관통되지 않는 방호력을 갖고 있으며, 105mm 주포를 사용하고 있고, 균질압연장갑(RHA) 300mm 이상의 두께를 관통할 수 있을 것으로 추정된다. 가와사키 C-2로 수송이 가능하다.

### 미국 차세대 경전차
미국은 2025년에 결정할 차세대 경전차를 물색했다. 전부 504대가 도입될 예정이며 이는 MPF 사업이다. 영국 GDLS사는 그리핀 II 경전차를 1997년 후계 없이 퇴역한 M551 셰리든 공정전차의 후계로 미국에 제안했다. 영국 GDLS사와 BAE는 2020년 미국 육군에 인도할 12대의 프로토타입을 테스트할 예정이다.

## 같이 보기
- VT-4
- 99식 전차
- 16식 기동전투차